# Foramen redondo mayor
El foramen redondo mayor, también conocido como agujero redondo, es un orificio situado en la base del cráneo, en el ala mayor del hueso esfenoides. Así, existen dos orificios, dispuestos simétricamente, uno por cada ala de dicho hueso.
Comunica la fosa craneal media con la fosa pterigo-palatina y a través de él el nervio maxilar (V2) del nervio trigémino (V par craneal) y venas emisarias inconstantes, sale del cráneo para dirigirse a la ya mencionada fosa pterigopalatina.
No debe confundirse con el agujero redondo menor (espinoso) que comunica la fosa craneal media con la fosa infratemporal.